# ᵺ
ᵺ (TH с диагональным штрихом) — буква расширенной латиницы. Иногда используется в англоязычных словарях и справочниках (в частности, Random House) для обозначения звука [ð] (например, в слове англ. the), в то время как [θ] (например, в слове англ. thing) обозначается диграфом th без диакритических знаков.